# Sterling (Utah)
Sterling is een plaats (town) in de Amerikaanse staat Utah en valt bestuurlijk gezien onder Sanpete County.

## Demografie
Bij de volkstelling in 2000 werd het aantal inwoners vastgesteld op 235.
In 2006 is het aantal inwoners door het United States Census Bureau geschat op 251, een stijging van 16 (6,8%).

## Geografie
Volgens het United States Census Bureau beslaat de plaats een oppervlakte van
0,6 km², geheel bestaande uit land. Sterling ligt op ongeveer 1699 m boven zeeniveau.

## Plaatsen in de nabije omgeving
De onderstaande figuur toont nabijgelegen plaatsen in een straal van 16 km rond Sterling.